# Universidade de Engenharia e Tecnologia de Lahore

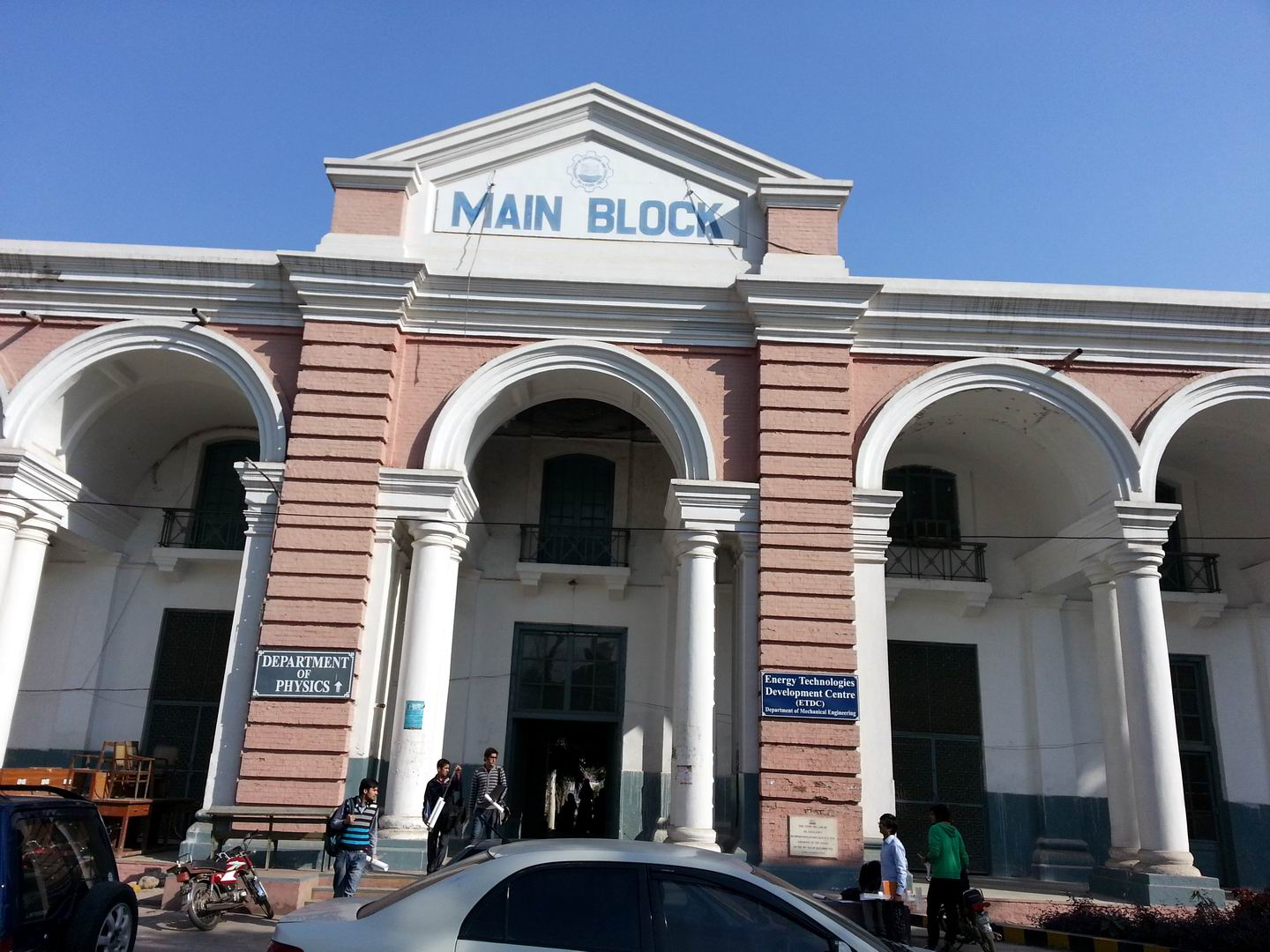
Universidade de Engenharia e Tecnologia de Lahore

A Universidade de Engenharia e Tecnologia de Lahore é a mais antiga universidade de engenharia no Paquistão. Está localizada em Lahore, Punjab.